# Рамноза
Рамно́за (6-дезоксиманноза) — дезоксисахарид из группы альдогексоз с общей формулой C6H12O5.

## Свойства
Существует в виде оптически активных D- и L-форм и рацемата. Хорошо растворима в воде и спирте, вступает в реакции, характерные для восстанавливающих сахаров.

## Нахождение в природе
Впервые L-рамноза была обнаружена в ягодах крушины. L-изомер найден в растениях в свободном виде, а также в составе многих растительных и бактериальных полисахаридов (например: в составе геллановой камеди, гемицеллюлозы), растительных гликозидов (гесперидин, зизифин) и др. D-изомер встречается лишь в некоторых гликозидах и полисахаридах микроорганизмов.
Рамноза является одним из углеводных компонентов внешней мембраны бактерий рода Mycobacterium, которые включает в себя возбудителей туберкулёза.

## Строение молекулы
Рамноза может существовать в виде α- и β-рамнозы

| α-L-рамнопираноза | β-L-рамнопираноза |

α-D-рамнофураноза - (2R,3S,4S,5R)-5-[(R)-1-гидроксиэтил)]-оксолан-2,3,4-триол

α-L-рамнофураноза - (2S,3R,4R,5S)-5-[(S)-1-гидроксиэтил)]-оксолан-2,3,4-триол

β-D-рамнофураноза - (2S,3S,4S,5R)-5-[(R)-1-гидроксиэтил)]-оксолан-2,3,4-триол

β-L-рамнофураноза - (2R,3R,4R,5S)-5-[(S)-1-гидроксиэтил)]-оксолан-2,3,4-триол

α-D-рамнопираноза - (2R,3S,4S,5R,6R)-6-метилоксан-2,3,4,5-тетраол

α-L-рамнопираноза - (2S,3R,4R,5S,6S)-6-метилоксан-2,3,4,5-тетраол

β-D-рамнопираноза - (2S,3S,4S,5R,6R)-6-метилоксан-2,3,4,5-тетраол

β-L-рамнопираноза - (2R,3R,4R,5S,6S)-6-метилоксан-2,3,4,5-тетраол

## Применение
Рамноза применяется как исходное сырье для производства душистого вещества фуранеола.